# Ropica lachrymosa
Ropica lachrymosa är en skalbaggsart som beskrevs av Francis Polkinghorne Pascoe 1865. Ropica lachrymosa ingår i släktet Ropica och familjen långhorningar. Inga underarter finns listade i Catalogue of Life.